# Antigua (barri)

Localització d'Antigua

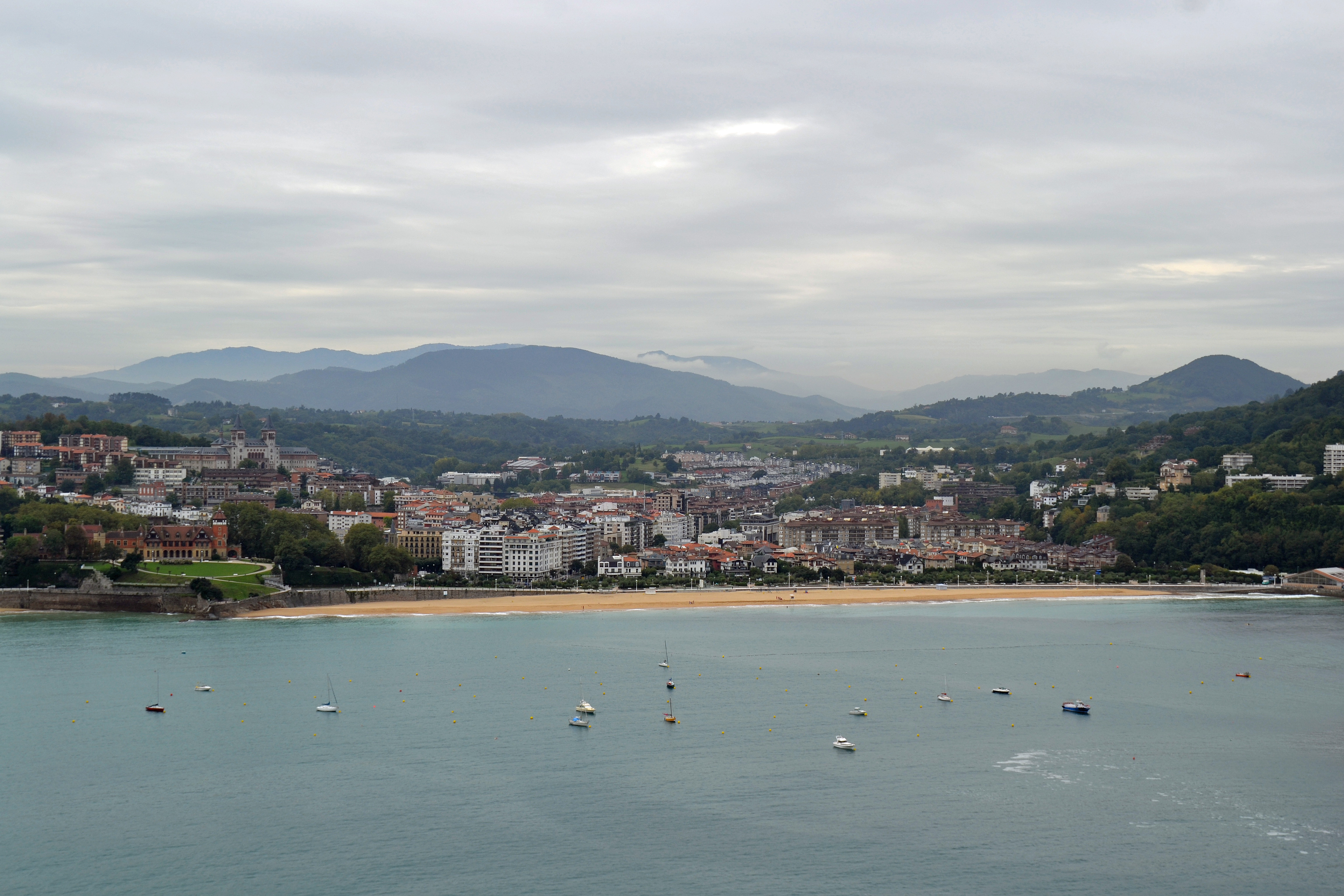
Vista d'Antigua

Antigua o Antiguo és un dels 17 barris de Sant Sebastià. Té una població de 15.084 habitants. Està situat a l'oest de la badia de la Concha, limita al nord amb Igeldo, al sud-oest amb Ibaeta i al sud-est amb Aiete. La construcció de noves cases a Benta Berri i Ondarreta han fet augmentar la població i la qualitat de vida del barri.

## Història
Envoltada d'un entorn rural marcat pel Palau de Miramar, la platja d'Ondarreta i la platja de la Concha, a finals del segle xix s'hi van establir les primeres indústries, com Lagarto i Cerveza El León. En els últims anys, el districte ha expandit dramàticament amb Ondarreta i Benta Berri. S'hi troba ubicada algunes escoles del campus de la Universitat del País Basc com ara l'Escola Tècnica Superior d'Arquitectura i l'Escola d'Estudis Empresarials.

## Personatges relacionats
- Jose Luís Álvarez Emparantza, Txillardegi, (1929 -) escriptor i polític
- Ramón Aguirre Lasarte (1954 -) humorista
- Francisco Javier de Pedro Falque (1973 -) futbolista
- Mikel Arteta Amatriain (1982 -) futbolista